# Windhose von Uetersen

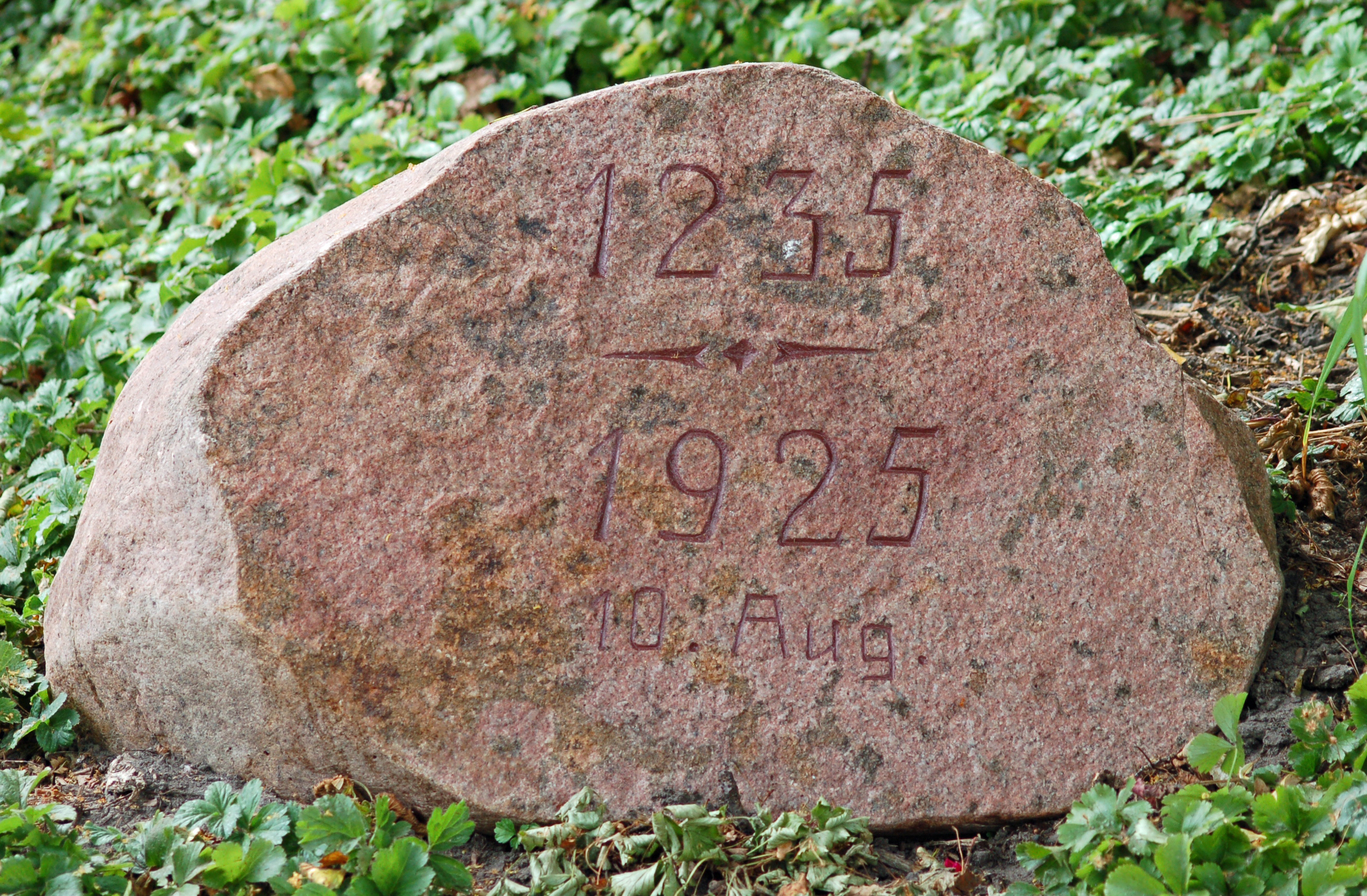
Gedenkstein

Die Windhose von Uetersen ereignete sich am 10. August 1925. Betroffen waren die Stadt Uetersen in Schleswig-Holstein, ferner die Gemeinden Neuendeich, Heidgraben, Moorrege und Tornesch. Es gab Schäden an Gebäuden, Feldern und Wäldern. Insbesondere wurde berichtet, dass ein „1/2 Pfund schweres Eisstück“ ein Dach durchschlagen hatte. Es gab einen Toten und viele Verletzte. Im Juni 2004 zog erneut ein Tornado über Uetersen hinweg.